# Tinh vân Thổ Tinh
Tinh vân Thổ Tinh (NGC 7009) là một tinh vân hành tinh ở chòm sao Bảo Bình. Tinh vân có màu xanh-vàng qua kính viễn vọng nghiệp dư. Tinh vân này được khám phá bởi William Herschel ngày 7 tháng 9 năm 1782 dùng kính thiên văn do ông thiết kế. Tinh vân được hình thành do một ngôi sao có khối lượng nhỏ đẩy các tầng của nó vào không gian và tạo thành tinh vân. Ngôi sao trung tâm hiện tại là sao lùn trắng có cấp sao biểu kiến là 11.5. Tinh vân nà có tên là Tinh vân Thổ Tinh bởi vì nó có bề mặt giống với Sao Thổ với các vòng gần như edge-on với các nhà quan sát.
Khoảng cách tới Tinh vân Thổ Tinh chưa được tính toán chính xác. Sabbadin và đồng nghiệp 2004 ước tính khoảng cách là 5.200 năm ánh sáng.
Ngôi sao trung tâm là sao lùn rất nóng với nhiệt độ là 55.000 K và được cho là nơi khởi nguồn của tinh vân. Ngôi sao trung tâm có cấp sao tuyệt đối là +1,5, bằng với độ sáng của độ sáng Mặt Trời là 20 và cấp sao biểu kiến là 11,5. Bức xạ cực tím mạnh từ ngôi sao trung tâm tạo nên màu xanh huỳnh quang đặc trưng của tinh vân thông qua sự bức xạ của oxi bị ion hóa.